# Teuchophorus pusio
Teuchophorus pusio är en tvåvingeart som beskrevs av Henk J.G. Meuffels och Patrick Grootaert 1986. Teuchophorus pusio ingår i släktet Teuchophorus och familjen styltflugor. Inga underarter finns listade i Catalogue of Life.